# Biely Potok (Ružomberok)
Biely Potok je městská část Ružomberku nacházející se na jeho jižním konci. Biely Potok se rozkládá po obou březích řeky Revúca v ústí Revúcké doliny, která odděluje pohoří Velká Fatra a Nízké Tatry. Obec je situována v linii sever - jih podél Revúce, od které reliéf prudce stoupá do okolních hor.

## Historie
První zmínka o obci pochází ze 14. století, kdy byl Biely Potok uznán za jednu z ulic Ružomberka na základě městských výsad vydaných uherským králem Karlem Robertem z Anjou. Historie obce a Ružomberka je takto dodnes navázána. Obyvatelé obce se živili zemědělstvím, chovem ovcí a domácími řemesly. V okolí obce byla zaznamenána i těžba železné rudy. Rozvoj obce doznal vzestupu koncem 19. století, kdy byla nedaleko obce vybudována první továrna na zpracování dřevoviny. K Ružomberku byl přičleněn po roce 1882. V roce 1908 byla v obci vybudována úzkorozchodná železnice spojující Ružomberok s lázeňským městem Korytnica. Během období SNP v okolí obce probíhaly intenzívní boje mezi povstalci a německými jednotkami. Nejintenzívnější byly v okolí vrchu Ostré, protože sloužil jako dobrá pozorovatelna na celé okolí. Po roce 1945 nastala v obci masivní výstavba.

## Památky
V obci se nachází kostel sv. Vendelína z roku 1901. Najdeme zde i pozůstatky náspu Korytnické železnice a několik budov z přelomu 19. a 20. století.